# 克里維揚卡河

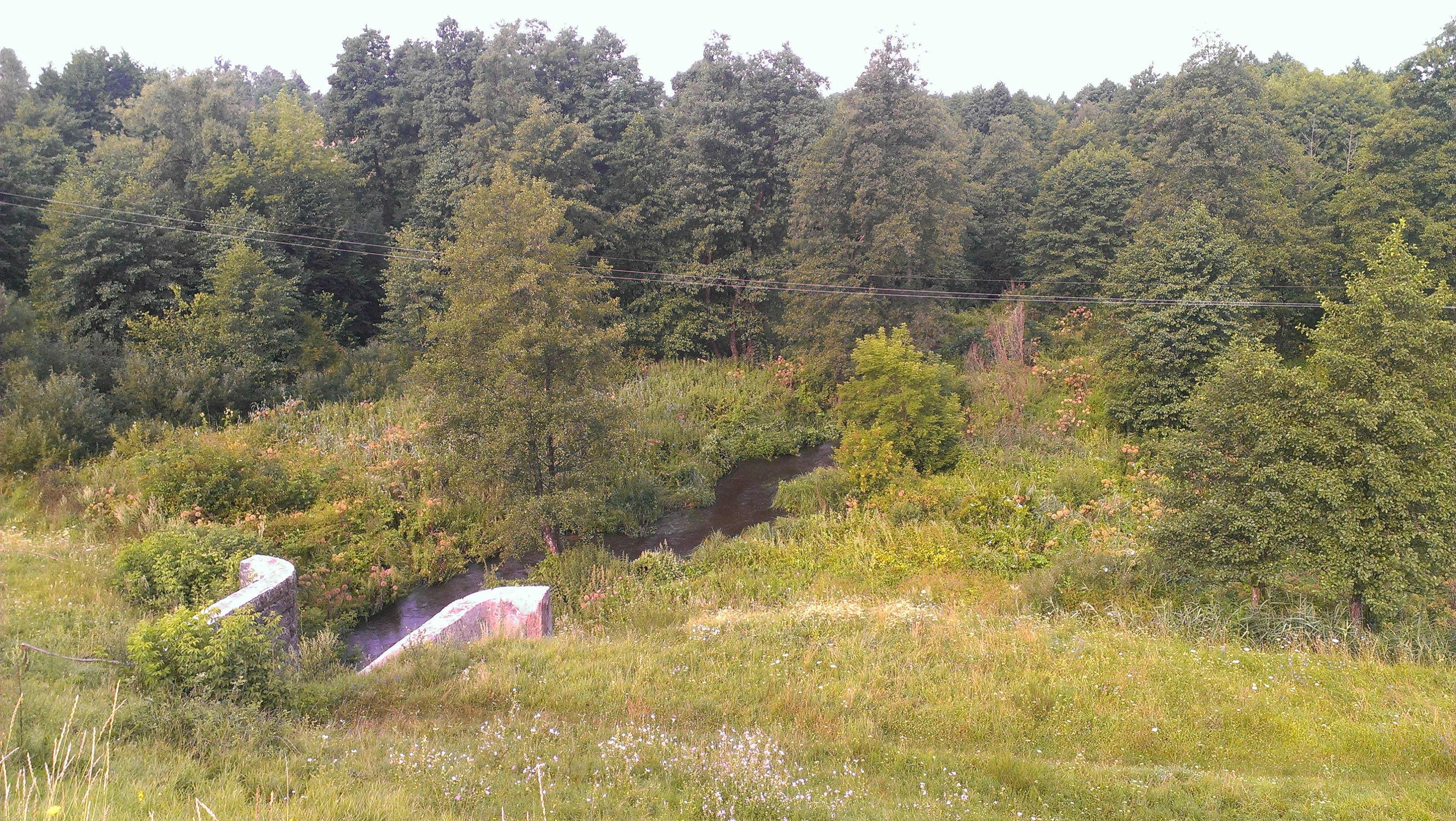

克里維揚卡河（烏克蘭語：Крив'янка），是烏克蘭的河流，位於該國北部，屬於伊爾平河的支流，發源自霍多爾基夫南面，流經日托米爾州，河道全長15公里，流域面積59.7平方公里。